# John Michael Bishop
John Michael Bishop (York, Pensilvania; 22 de febrero de 1936) es un biólogo y microbiólogo estadounidense, experto en inmunología. Comenzó a trabajar en la sección de Biología Celular del Instituto Nacional de la Salud de Betsheda, Maryland. Pasa un año de investigación en el Instituto Heinrich Pette de Hamburgo, Alemania. En 1968 se incorpora a la facultad de Medicina de San Francisco, donde continúa trabajando junto a Harold Elliot Varmus.
Bishop y Varmus descubrieron en la década de los ochenta el origen celular de los oncogenes retrovirales. Con sus hallazgos se pudo comprender la producción de tumores malignos a partir de cambios que se producen en genes normales de una célula, que no solo son producidos por virus , sino que también pueden ser producidos por radiaciones, sustancias químicas, etc.
Bishop y Varmus fueron galardonados con el Premio Nobel de Fisiología o Medicina en 1989.

## Carrera
Bishop comenzó su carrera trabajando para el Instituto Nacional de Alergias y Enfermedades Infecciosas , una parte de los Institutos Nacionales de Salud . Luego pasó un año trabajando para el Instituto Heinrich Pette en Hamburgo , Alemania antes de unirse a la facultad de la Universidad de California (USCF), San Francisco en 1968. Bishop ha permanecido en la facultad de la escuela desde 1968, y fue rector de la universidad desde 1998 a 2009. Es director del Bishop Lab. 
Se convirtió en el octavo rector de UCSF en 1998. Supervisó uno de los principales períodos de transición y crecimiento de UCSF, incluido el desarrollo en expansión de Mission Bay y el reclutamiento de apoyo filantrópico. Durante su mandato, dio a conocer el primer plan estratégico integral para todo el campus para promover la diversidad y fomentar un entorno de trabajo de apoyo. Durante este tiempo, UCSF también adoptó una nueva misión: promover la salud en todo el mundo ™.

## Investigación
Gran parte de este trabajo se llevó a cabo junto con Harold Varmus en una asociación científica notablemente larga. Su logro más conocido fue la identificación de un gen celular (c-src) que dio lugar al oncogén v-src del virus del sarcoma de Rous, un virus cancerígeno que Peyton Rous aisló por primera vez de un sarcoma de una pechuga de gallina en 1911. Su descubrimiento provocó la identificación de muchos otros protooncogenes celulares, progenitores de oncogenes virales y objetivos de mutaciones que provocan cánceres humanos.